# Transport na Malcie
System transportu na Malcie opiera się na transporcie morskim, lotniczym i drogowym. Publiczny transport zbiorowy wewnątrz Malty obsługiwany jest za pomocą autobusów. Dawniej na Malcie działała linia kolejowa i tramwajowa.

## Transport morski

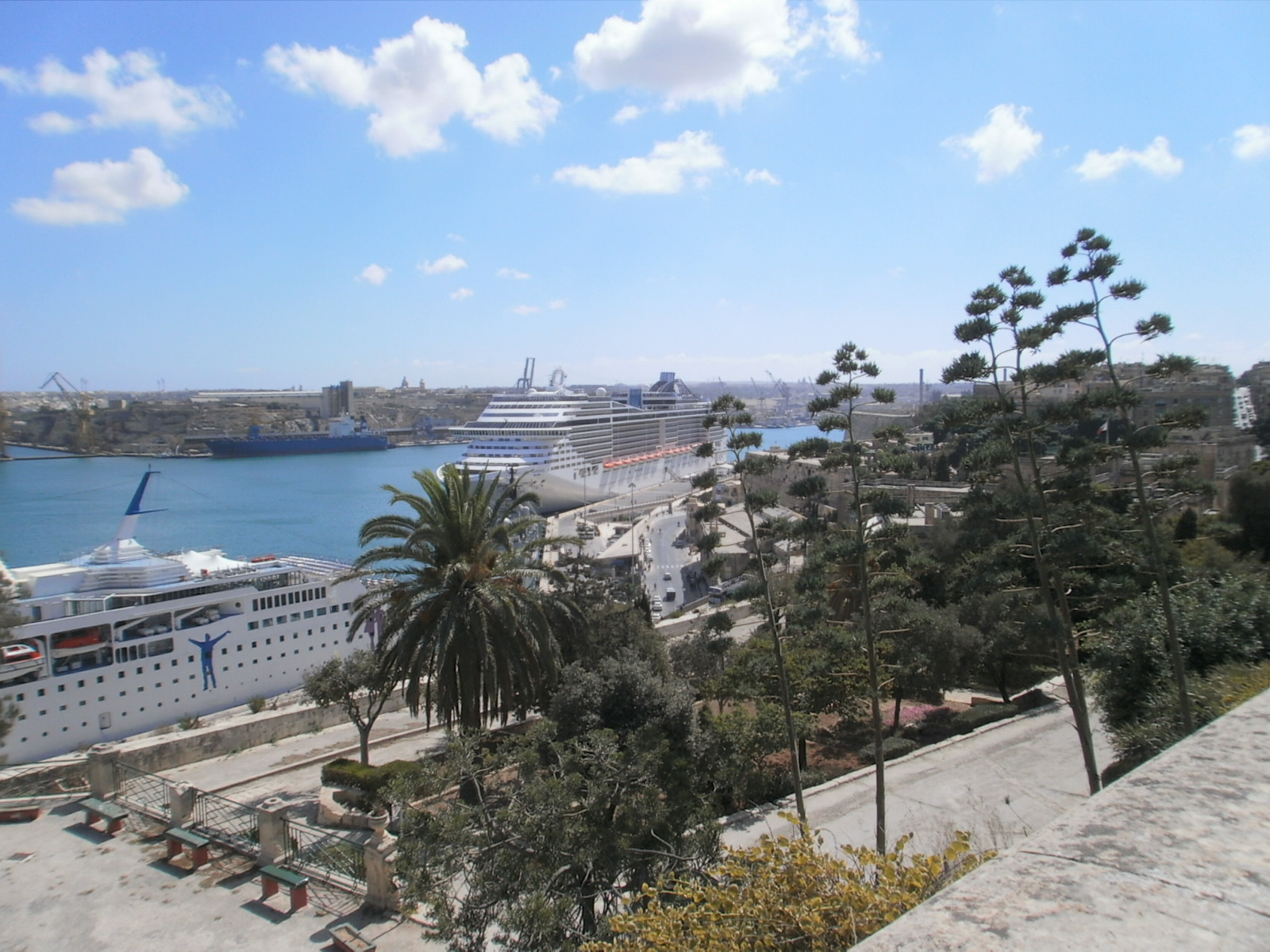
Statki wycieczkowe w Wielkim Porcie

Malta ma dwa większe porty morskie: Grand Harbour oraz Malta Freeport, które przeładowały w 2010 roku 6 milionów ton towarów. Znajduje się także kilka mniejszych portów lokalnych – głównie rybackich i jachtowych, np. port Marsamxett. W ostatnich latach porty na Malcie obsługują około pół miliona pasażerów, w 2009 roku – 439.630, w 2010 roku – 491.201, natomiast w 2011 roku – 556.564 pasażerów. W 2014 roku obsłużono również około 0,5 miliona pasażerów, 38 tys. w I kwartale, 123 tys. w II kwartale, 157 tys. w III kwartale i 153 tys. w IV kwartale.

### Wielki Port
Wielki Port (Grand Harbour) jest głównym portem pasażerskim Malty i drugim pod względem wielkości maltańskim portem handlowym. Jest także portem naturalnym i wcinającym się na około 3,6 km w głąb lądu. Częścią portu jest forteca Fort Saint Angelo oraz stocznia wykorzystywana przede wszystkim do naprawy statków cywilnych.

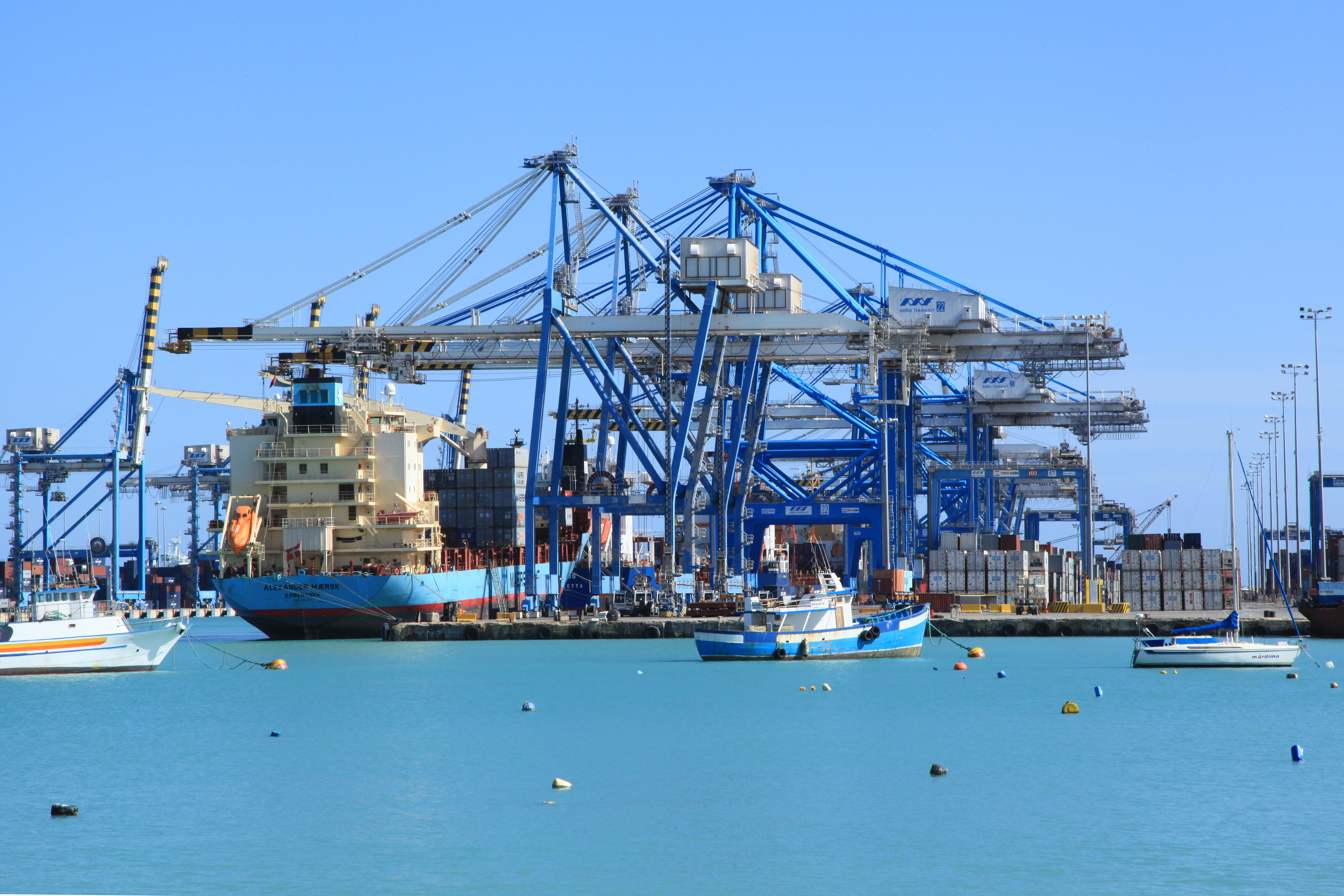
Malta Freeport

### Malta Freeport
Malta Freeport jest dziewiątym największym portem morskim w Europie oraz trzecim nad Morzem Śródziemnym pod względem przeładunku kontenerów. W 2015 roku przeładowano w nim 3,06 miliona kontenerów typu TEU oraz obsłużono 2189 statków. Jest to także największy port rybacki na Malcie i jest bazą dla 70% maltańskiej floty rybackiej.

### Mariny
Na Malcie znajduje się kilka marin (portów jachtowych): 
| Nazwa                                                        | Współrzędne                                                             | Zdjęcie |
| ------------------------------------------------------------ | ----------------------------------------------------------------------- | ------- |
| Vittoriosa Yacht Marina (także jako Grand Harbour Marina)    | Współrzędne geograficzne: 35°53′14,7″N 14°31′12,3″E/35,887417 14,520083 |         |
| Manoel Island Marina (także jako Manoel Island Yacht Marina) | Współrzędne geograficzne: 35°54′08,3″N 14°29′52,4″E/35,902306 14,497889 |         |
| Msida Marina (także jako Msida Yacht Marina)                 | Współrzędne geograficzne: 35°53′49,6″N 14°29′39,6″E/35,897111 14,494333 |         |
| Kalkara Marina                                               | Współrzędne geograficzne: 35°53′26,4″N 14°31′24,8″E/35,890667 14,523556 |         |
| Portomaso Marina                                             | Współrzędne geograficzne: 35°55′16,1″N 14°29′37,5″E/35,921139 14,493750 |         |
| Mġarr Harbour Marina                                         | Współrzędne geograficzne: 36°01′35,3″N 14°18′03,0″E/36,026472 14,300833 |         |

### Promy

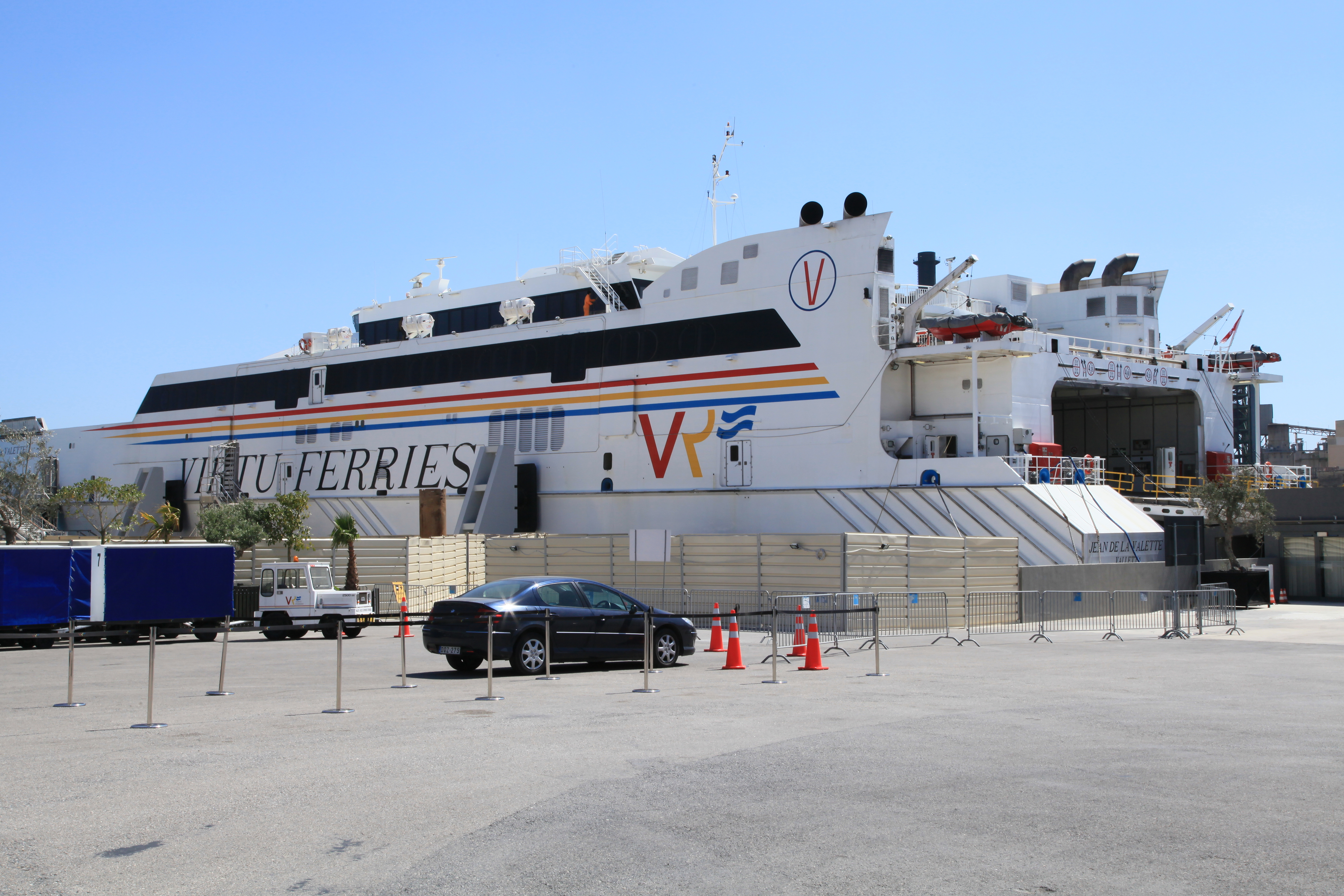
Prom Jean de la Valette, jeden z promów przewoźnika Virtu Ferries

Pomiędzy Maltą a oddaloną o 80-90 km włoską Sycylią istnieje przeprawa promowa. Jest ona też najlepszą metodą dostania się na Maltę samochodem. Głównym przewoźnikiem promowym jest Virtu Ferries, który oferuje kursy na trasie Wielki Port ↔ Pozzallo (czas podróży 1 godzina 45 minut) oraz Wielki Port ↔ Katania (czas podróży 4 godziny 15 minut), przy czym prom płynie tylko do portu w Pozzallo, a na trasie Pozzallo ↔ Katania jest podstawiany autobus (w cenie biletu promowego). Koszt biletu dla jednej osoby bez samochodu u przewoźnika do/z Pozzallo wynosi około 70 euro, natomiast do/z Katanii wynosi około 90 euro, koszty biletów u pośredników np. directferries czy aferry są wyższe.
W 2021 roku uruchomiono również promy z Malty do włoskich miast: Palermo i Genua. Obsługiwane są przez operatora Gollcher Company Limited.
Innym przewoźnikiem promowym obsługującym transport na włoską Sycylię jest Ponte Ferries, który oferuje kursy na trasie Wielki Port ↔ Augusta (czas podróży ok. 3 godzin).
Promy kursują także pomiędzy główną wyspą (port Ċirkewwa w Mellieha) a wyspą Gozo (port Mġarr w Għajnsielem). Promy obsługiwane są przez operatora Gozo Channel Company Limited. Czas podróży wynosi ok. 25 minut. W 2015 roku połączenie to obsłużyło ponad 4,7 mln pasażerów. Od 2021 kursują również promy Gozo Fast Ferry przewoźnika Virtu Ferries na trasie Wielki Port w Valletcie na głównej wyspie (współrzędne geograficzne: 35°53′40,8″N 14°30′49,3″E/35,894667 14,513694) a wyspą Gozo (port Mġarr w Għajnsielem). Czas podróży pomiędzy obydwoma portami wynosi 45 minut.

### Taksówki wodne
Na Malcie działają taksówki wodne (ang. water taxi) zwane Dgħajsa. Do transportu wykorzystywane są tradycyjne łodzie maltańskie – luzzu. Zasadą działania przypominają gondole w Wenecji – jest to podłużna łódź wiosłowa kierowana przez jednego człowieka do przewozu pasażerów i towarów. Niektóre mają zamontowane silniki.

## Transport lotniczy

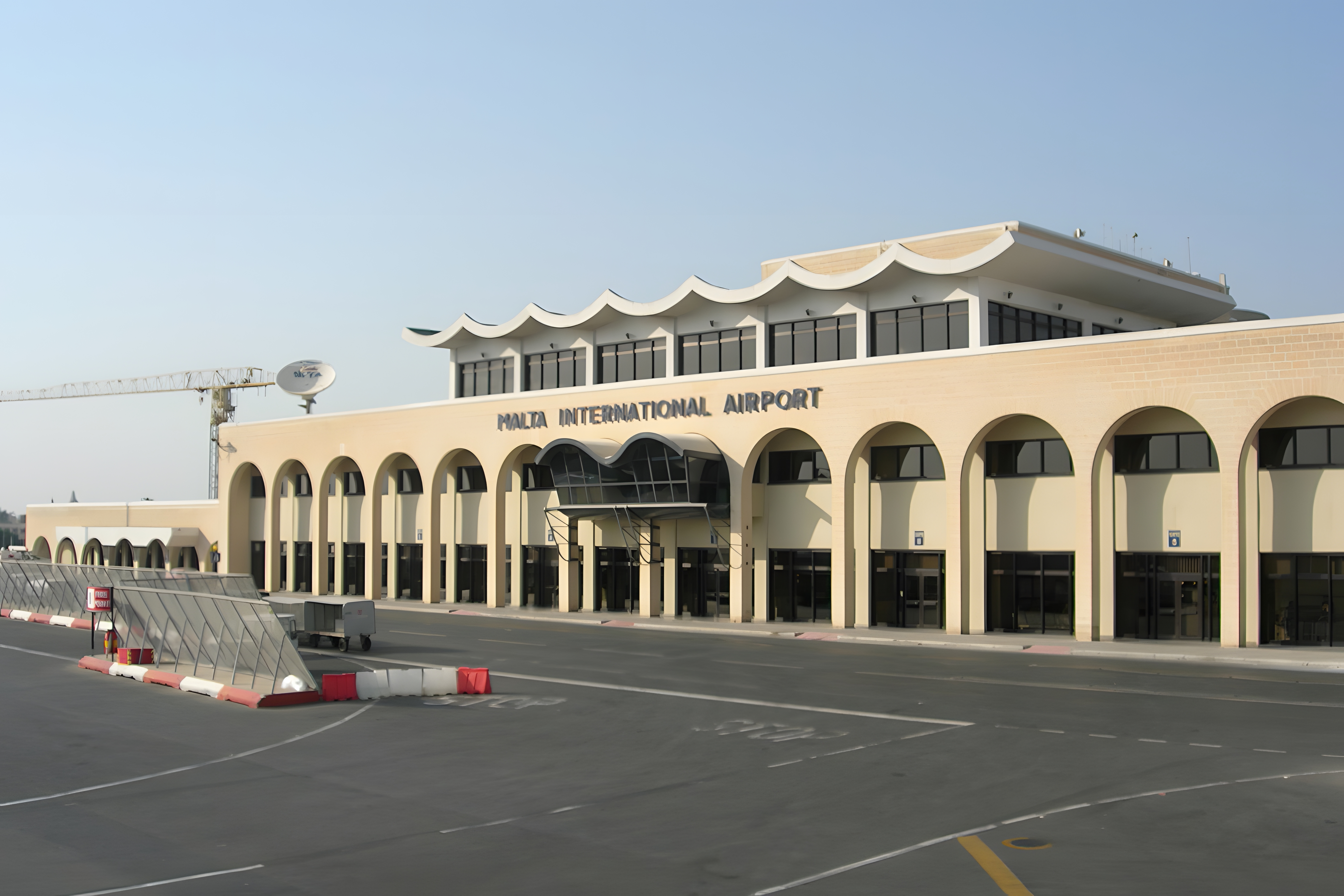
Jeden z budynków portu lotniczego

Malta jest obsługiwana przez międzynarodowy port lotniczy Malta (ang. Malta International Airport, kod IATA: MLA), który w 2015 roku obsłużył ponad 4,6 mln pasażerów. Maltański port lotniczy ma bezpośrednie połączenia z kilkoma portami lotniczymi w Polsce: lotniskiem w Krakowie, Wrocławiu, Gdańsku i Poznaniu poprzez linie lotnicze Ryanair a także z lotniskiem w Katowicach, Warszawie i Gdańsku poprzez linię lotniczą Wizz Air. Ponadto znajduje się tutaj międzynarodowy heliport – Heliport Xewkija. Na wyspie Comino istnieje wyznaczone miejsce do lądowania śmigłowców – Heliport Comino (współrzędne geograficzne: 36°00′36,1″N 14°20′50,5″E/36,010028 14,347361).

## Transport drogowy

### Informacje ogólne
Na Malcie obowiązuje ruch lewostronny. Maksymalna prędkość w terenie zabudowanym wynosi 50 km/h, a poza nim – 80 km/h. Malta ma 3096 km dróg, z czego 2704 km to drogi o twardej nawierzchni.
Do jazdy samochodem na Malcie wymagane jest ważne prawo jazdy. Posiadacze praw jazdy wydanych w innym państwie członkowskim Unii Europejskiej, mogą prowadzić samochody na Malcie (do jednego roku), bez konieczności uzyskiwania dodatkowych zezwoleń. Osoby te mogą wymienić swoje prawo jazdy na prawo jazdy maltańskie, o ile czas zamieszkania na Malcie wynosi co najmniej 185 dni.
Malta ma najniższą liczbę śmiertelnych wypadków w Unii Europejskiej, zarówno pod względem wypadków w ogóle jak i w przeliczeniu na milion mieszkańców. W 2014 roku na Malcie było 10 śmiertelnych wypadków drogowych.

### Komunikacja miejska
Publiczny transport zbiorowy wewnątrz Malty obsługiwany jest za pomocą autobusów.
Omnibusy na Malcie zaczęły kursować w 1856 roku. Pierwsze autobusy zaczęły funkcjonować w 1905 roku. Początkowo zakupiono z Wielkiej Brytanii sześć autobusów marki Thornycroft, które zaczęły kursować między Vallettą i St Andrews (obecnie pogranicze Swieqi i Pembroke). Później stopniowo zwiększano flotę, w 1930 roku funkcjonowało 385 licencjonowanych autobusów. W 1931 roku została utworzona Izba Kontroli Ruchu.

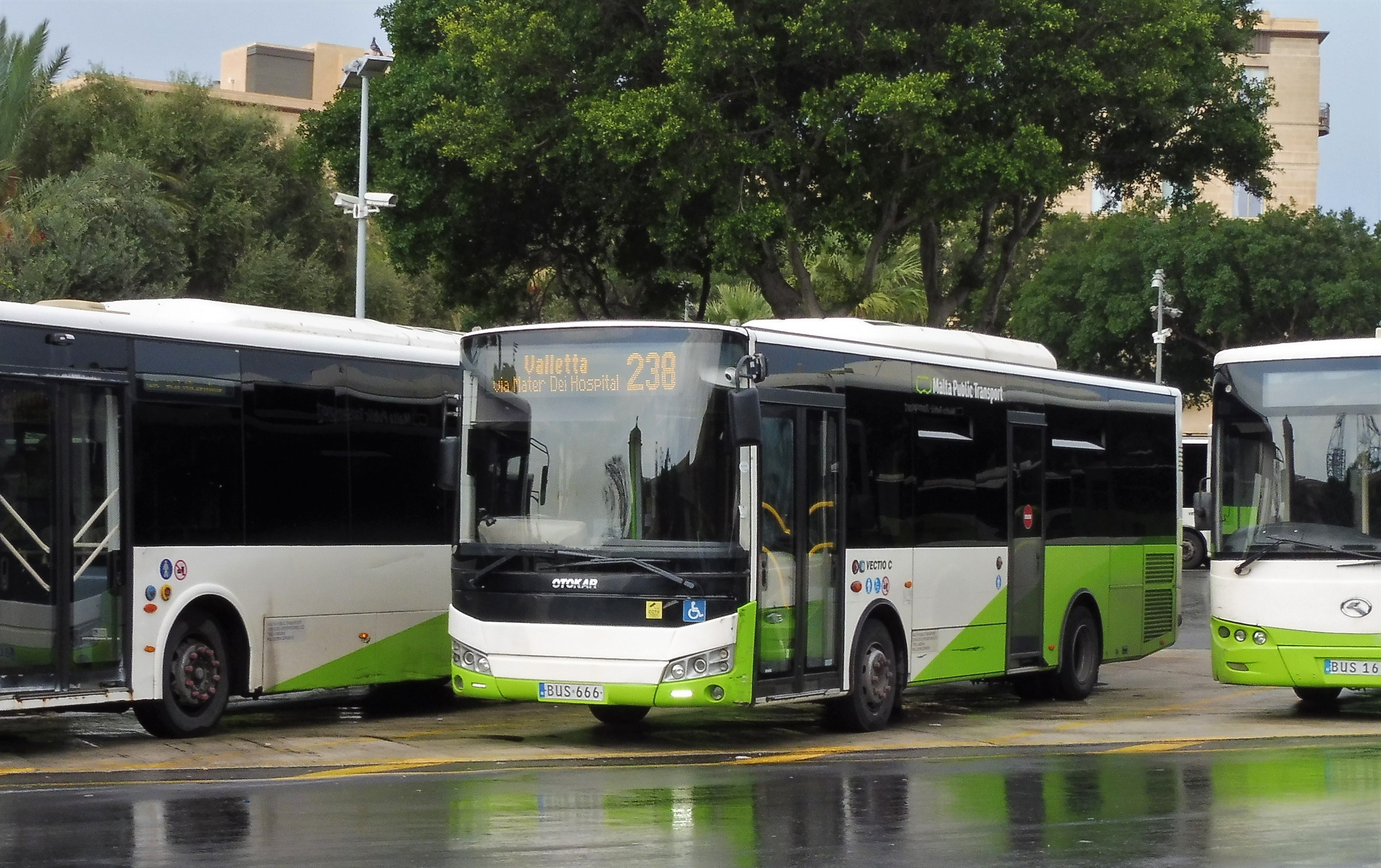
Autobusy na Malcie

W 2009 roku funkcjonowało 508 autobusów, każdy o średniej wieku 35 lat, i były one obsługiwane przez ponad 400 niezależnych licencjobiorców. Restrukturyzacja transportu publicznego rozpoczęła się w latach 2008–2011. 3 lipca 2011 sieć została przejęta przez Arriva. Nowy operator wprowadził nowe taryfy i autobusy niskopodłogowe. 118 autobusów niskopodłogowych, które stanowiły część starego systemu zostały odkupione przez nowego operatora. Zwiększono też liczbę miejsc dostępnych w autobusach z 6600 do 20500. Obecnie system przewozów autobusowych to 265 nowoczesnych autobusów, a liczba przystanków na Malcie wynosi 970, z czego 850 znajduje się na wyspie Malta, natomiast 120 na wyspie Gozo. Istnieje w sumie 80 różnych tras. Jedna lub dwie cyfry w oznaczeniu trasy oznaczają autobus z/do Valletty. Ekspresowe trasy są oznaczone znakiem „X”. Wszystkie autobusy są klimatyzowane, niskopodłogowe, są wyposażone w system głosowy oraz elektroniczne tablice informacyjne wyświetlające kolejne przystanki. Bilety pełne na głównej wyspie dla osoby dorosłej kosztują 1,5 euro (2 euro w sezonie letnim) za bilet dzienny, 21 euro za bilet tygodniowy, 26 euro za bilet miesięczny i 72 euro za bilet kwartalny. Dzieci, osoby starsze i posiadacze Blue Badge płacą około 1/3 ceny pełnego biletu. Maltańskie autobusy obsłużyły w 2015 roku ponad 40 milionów pasażerów.
Od 2020 roku we wszystkich autobusach komunikacji miejskiej funkcjonuje darmowy bezprzewodowy Internet Wi-Fi.
Od października 2022 roku, komunikacja miejska na Malcie ma być darmowa dla jej mieszkańców.

### Autobusy turystyczne
Na Malcie funkcjonują również autobusy turystyczne (ang. tour bus), które obwożą pasażerów po wszystkich najważniejszych atrakcjach państwa-miasta. Autobusy te są piętrowe, z nie zadaszonym górnym pokładem. Dwaj przewoźnicy turystyczni to: MaltaSightSeeing i CitySightseeing Malta. W autobusach dostępny jest wielojęzyczny system audio przewodnika, w autobusach MaltaSightSeeing dostępny również w języku polskim.

### Dorożki konne
W centralnej i północnej części Malty, w rejonach Valletty, Sliemy i St. Julian's, Rabatu i Mdiny, Buġibby i Qawry kursują konne dorożki zwane Karozzin. To maltański tradycyjny (pochodzący z połowy XIX wieku) środek transportu składający się z powozu ciągniętego przez konia lub parę koni. Kiedyś popularny jako środek ogólnego transportu, dziś używany głównie podczas ceremonii oraz jako atrakcja turystyczna.

### Taksówki

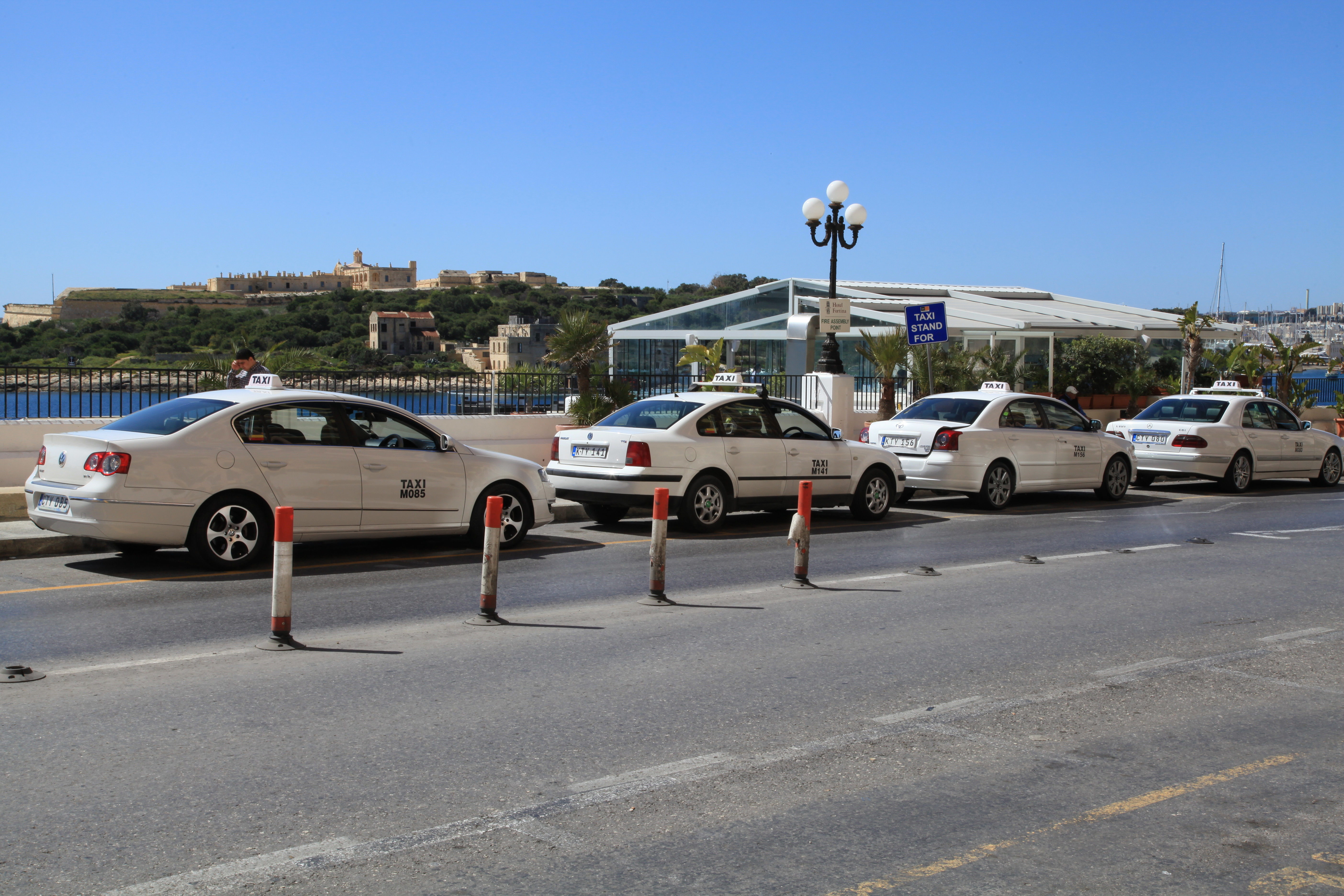
Maltańskie taksówki

Maltańskie taksówki docierają do każdego miejsca na wyspie. Na Malcie działa 250 licencjonowanych taksówek. Samochody mają znak „TAXI” na dachu, napisy na przednich drzwiach i są koloru białego (standardowe) lub czarnego. Taksówki można wzywać zarówno telefonicznie i e-mailowo, jak również poprzez przywoływanie, jeśli istnieje miejsce do bezpiecznego zatrzymania samochodu. W ruchliwych miejscach Malty, w tym na lotnisku są miejsca postojowe taksówek. Wszystkie białe taksówki mają jednakowe ceny: opłata początkowa wynosi 3,5 euro, przez pierwsze 8 km stawka wynosi 1,40 € za kilometr, od 8 km stawka wynosi 1 euro za kilometr.
W niektórych miejscach funkcjonują również elektryczne minitaksówki. Usługa została wprowadzona w 2011 roku. Są one widoczne głównie w Valletcie i okolicy terminalu pasażerskiego Wielkiego Portu.

### Wypożyczalnie pojazdów
Na Malcie funkcjonują wypożyczalnie samochodów jak i skuterów, w tym skuterów elektrycznych Blinkee.

### Tablice rejestracyjne

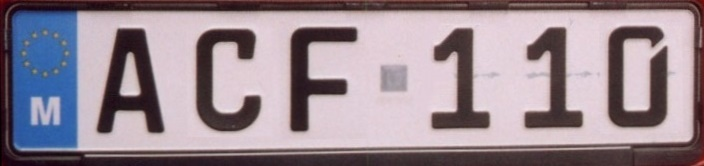
Przykładowa maltańska tablica rejestracyjna dla samochodów osobowych

Maltańskie tablice rejestracyjne zasadniczo składają się z sześciu znaków – trzech liter i trzech cyfr (ZZZ 999); wyjątkami są tablice przydzielane taksówkom i członkom parlamentu, a także tablice spersonalizowane. Tablice rejestracyjne składają się z czarnego napisu (pisanego alfabetem łacińskim i cyframi arabskimi) na białym tle. Po lewej stronie znajduje się niebieskie pole (tzw. euroband) z flagą Unii Europejskiej, a pod nią wyróżnik kraju – M.

## Historia

### Transport kolejowy

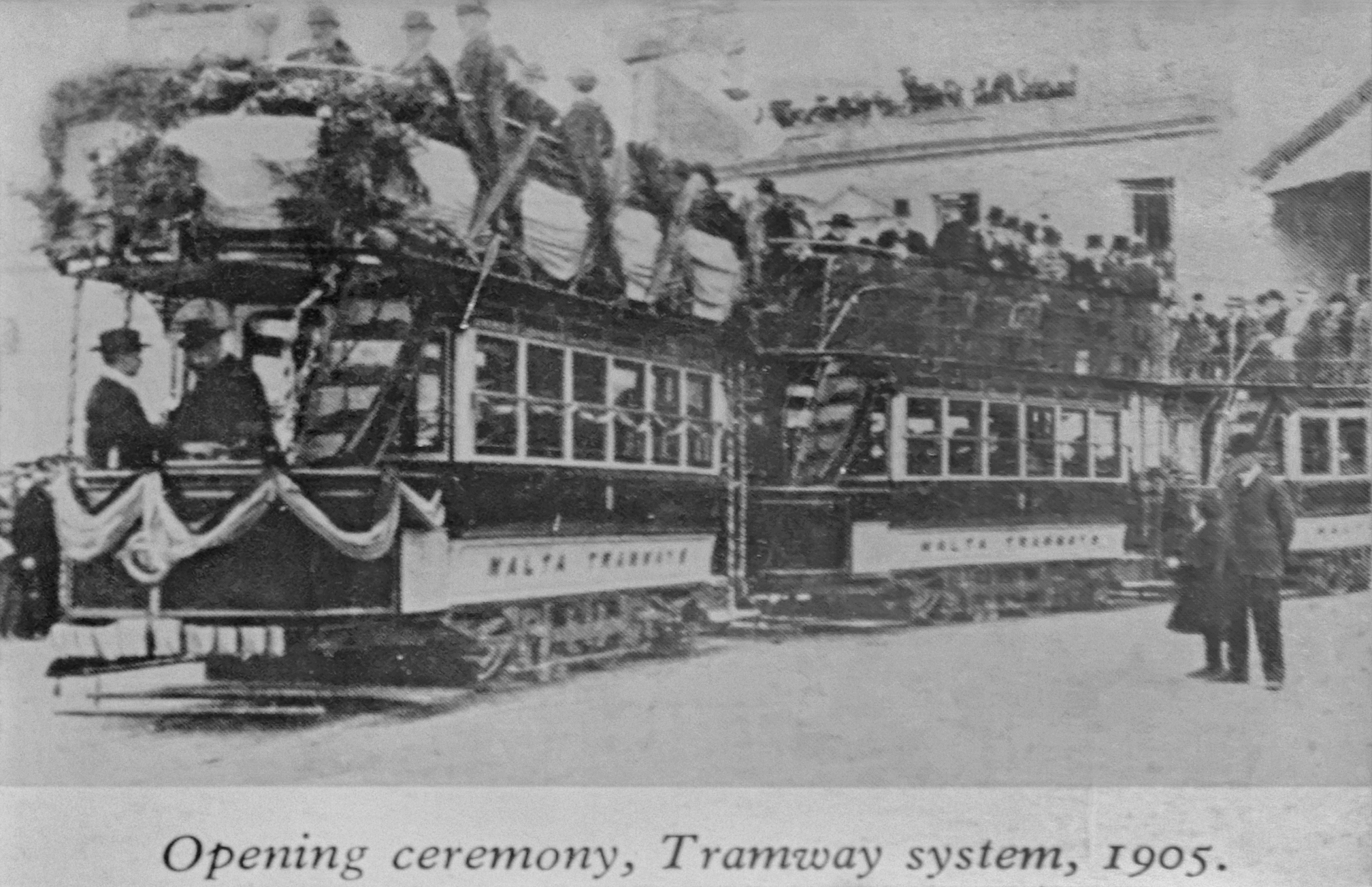
Tramwaj na Malcie w 1905 roku podczas jazdy inauguracyjnej

W latach 1883–1931 na Malcie funkcjonowała kolej. Linia została otwarta 28 lutego 1883 na trasie z Valletty do Mdiny. Czas przejazdu: około 25 minut. W 1895 roku zaczęto rozbudowę linii i w 1900 roku otwarto przedłużony odcinek do koszar w Mtarfa. Pełna długość linii wynosiła 11,1 km. Pierwsze dwie stacje, Valletta i Floriana, były pod ziemią.
Rozwój przewozów autobusowych przyczynił się do spadku zainteresowania koleją i tramwajami na Malcie. Linię kolejową zamknięto 31 marca 1931 roku.

### Transport tramwajowy
Tramwaje na Malcie zostały uruchomione 23 lutego 1905. System składał się z linii rozpoczynających się w Valletcie i prowadzących do Three Cities, Żebbuġ i Birkirkary. W latach 20. ze względu na zwiększającą się liczbę samochodów na wyspie linia zaczęła przynosić straty i podjęto decyzję o jej likwidacji. Linię zamknięto 15 grudnia 1929 roku.

## Plany

### Metro
Istnieją plany budowy maltańskiego metra.

### Tunel / most
Istnieją propozycje zbudowania mostu lub tunelu łączącego wyspę Malta z wyspą Gozo. Zobacz też: Tunel Malta-Gozo.